# Ngwo (langue)
Pour les articles homonymes, voir Ngwo.
Le ngwo (ou engwo, ngwaw) est une langue des Grassfields appartenant au groupe momo, parlée au Cameroun dans la région du Nord-Ouest, le département de la Momo et l'arrondissement de Njikwa.
En 2004, on comptait environ 22 000 locuteurs.

## Écriture
| a | b | ch | d | dz | e | ɛ | f | g | gb | gh | h  | i | j | k | kp | l  |
| m | n | ny | ŋ | o  | ɔ | p | r | s | sh | t  | ts | v | w | y | z  | zh |